# Batocera

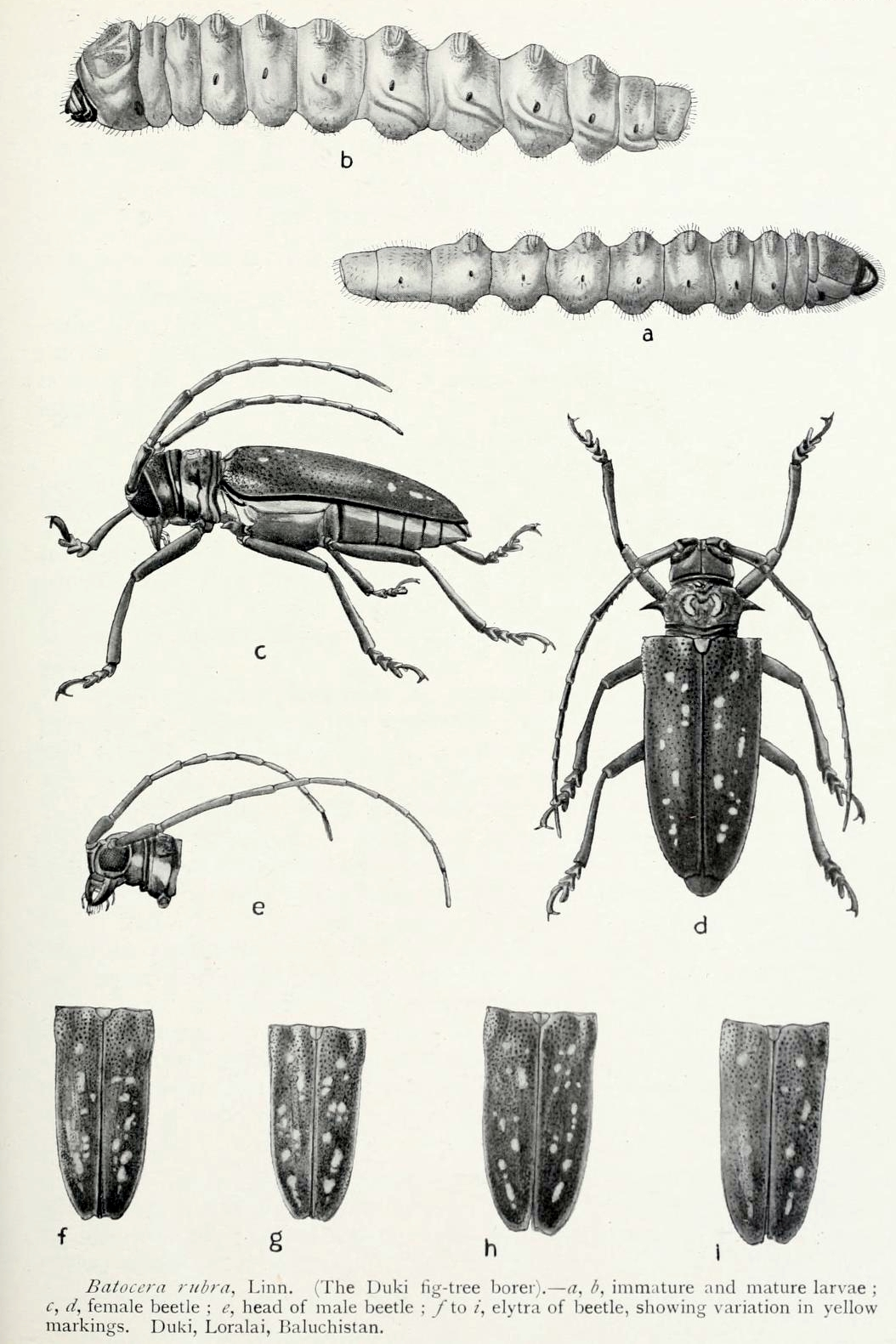
Batocera rufomaculata, ciclo de vida

Batocera es un género de escarabajos de la familia Cerambycidae, subfamilia Lamiinae, relacionado con el género Rosenbergia.

## Lista de especie con su distribución
- Batocera aeneonigra Thomson, 1859. Nueva Guinea, Moluccas, Islas Timor y Key.
- Batocera ammiralis Breuning, 1947. Islas Admiralty.
- Batocera andamana Thomson, 1878. Islas Andaman. Común.
- Batocera boisduvali (Hope, 1839). Australia.
- Batocera breuningi Gilmour & Dibb, 1948. Tonkin. Muy rara.
- Batocera browni Bates, 1877. New Hanover, New Ireland, Isla Duque de York. Muy rara.
- Batocera bruyni Lansborough, 1880. Sangihe.
- Batocera celebiana Thomson,1858. Célebes, Moluccas, Java, Sanihe. Muy común.
- Batocera celebiana ssp. pierrotae Rigout, 1994
- Batocera cinnamonea Pascoe, 1866. Islas Sula.
- Batocera davidis Fairmaire, 1878. Formosa (Taiwán), China, Yunnan, Tonkin.
- Batocera enganensis Gahan, 1907. Engano, Sumatra.
- Batocera frenchi Van de Poll, 1886. Australia: Queensland.
- Batocera gerstaeckerii Thomson, 1865. Isla Sula.
- Batocera gigas Drapiez, 1819. Java. Muy común.
- Batocera hercules Boisduval, 1835. Célebes, Ambon, Java, Filipinas.
- Batocera hlaveki Rigout, 1988. Maprik, Nueva Guinea. Solo se conocen unos pocos especímenes.
- Batocera horsfieldi (Hope, 1839). China, Himalayas.
- Batocera humeridens Thomson, 1859. Timor, Flores, Islas Moa y Allor.
- Batocera inconspicua Van de Poll, 1890. Nueva Guinea, Islas Salomón: Bougainville, Guadalcanal.
- Batocera kibleri Schwarzer, 1925. Islas Salomón (Bougainville). Muy común.
- Batocera laena Thomson, 1858. Nueva Guinea, Islas Key y Aru, New Britain.
- Batocera lamondi Rigout, 1987. Isla Malaita.
- Batocera lethuauti Schmitt & Le Thuaut, 2000. Isla Sumba.
- Batocera lineolata Chevrolat, 1852. Japón, China. Muy común.
- Batocera maculata (Schönherr, 1817)
- Batocera magica Thomson, 1859. Java, Filipinas. Común.
- Batocera malleti Schmitt, 2000. Laos.
- Batocera matzdorffi Kriesche 1915. Nueva Guinea.
- Batocera migsominea Gilmour & Dibb, 1948. Tonkin.
- Batocera molitor Kriesche, 1915. Este de la India, Filipinas, Java, Sumatra, Célebes, Tonkin, Laos. Muy común.
- Batocera nebulosa Bates, 1877. Isla Duque de York, New Britain, New Ireland.
- Batocera numitor Newman, 1842. Este de la India, Filipinas, Java, Sumatra, Célebes, Tonkin. Muy común.
- Batocera oceanica Schwarzer, 1914. Isla Palau (Islas South Carolina). rara.
- Batocera parryi (Hope, 1845). Himalaya, Tonkin, Sumatra, Java, Borneo. Común.
- Batocera porioni Rigout, 1987. Archipiélago Salomón: Isla Makira (San Cristóbal).
- Batocera rosenbergi Kaup, 1866. Flores, Sumbawa, Lomblen.
- Batocera roylei Hope, 1833. Himalaya, Tonkin, Sabah (Borneo)
- Batocera rubus (Linnaeus, 1758). India, China, Corea, Tonkin, Malasia, Sumatra, Java, Borneo, Filipinas. Muy común. Se han descripto numerosas variedades
- Batocera rufomaculata (DeGeer, 1775) Costa Oeste de África hasta India. Existe también en las Indias Occidentales, y se lo ha descubierto en Siria. Muy común.
- Batocera saundersii (Pascoe, 1866)
- Batocera strandi Breuning, 1954. Célebes (Tindano). Muy rara.
- Batocera sumbaensis Franz, 1972. Isla Sumba.
- Batocera thomae (Voet, 1778). Moluccas, Nueva Guinea.
- Batocera thomsoni Javet, 1858. Malaysia, Java, Borneo. Muy común.
- Batocera tigris (Voet, 1778). Tailandia, Sumatra, Java, Borneo. Muy común.
- Batocera timorlautensis Heller, 1897. Isla Timorlaut. Muy rara.
- Batocera una White, 1858. Vuana Lava (Nuevas Hébridas). Solo se conocen tres epscimenes.
- Batocera ushijimai N. Ohbayashi, 1981. Taiwán.
- Batocera victoriana Thomson,1856. Borneo, Sumatra, Tonkin, Malasia. Muy común.
- Batocera wallacei Thomson,1858. Nueva Guinea, Isla Aru, Isla Key, Cabo York. Muy común.
- Batocera woodlarkiana Montrouzier, 1855. Isla Woodlark. Rara.
- Batocera wyliei Chevrolat, 1858. Gabón, Congo (Zaïre), Camerún, Angola, Guinea,
- Batocera wyliei ssp. granulipennis Breuning, 1948. Costa de marfil.

### Especiesincertae cedis
- Batocera chevrolati Thomson, 1859
- Batocera claudia Pascoe, 1866
- Batocera drapiezi Aurivillius, 1922
- Batocera punctata Schwarzer, 1925
- Batocera sentis (Linnaeus, 1758)